# Concerti per clavicembalo di Johann Sebastian Bach

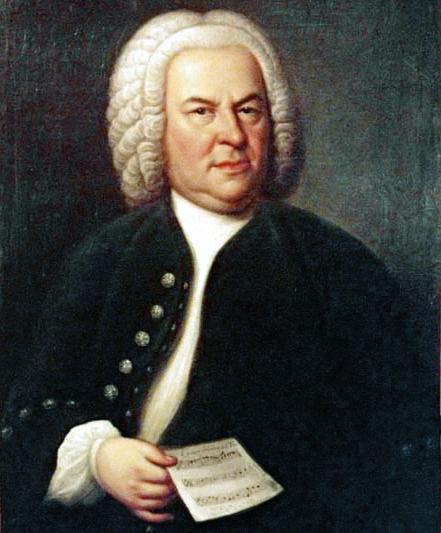
Johann Sebastian Bach.

I concerti per clavicembalo di Johann Sebastian Bach (BWV 1052-1065) sono una serie di tredici composizioni per clavicembalo solista, orchestra d'archi e basso continuo.
È possibile ordinare queste composizioni (così, per inciso, opera il Bach-Werke-Verzeichnis) secondo il numero di clavicembali solisti:

- sette volte il solista è un unico clavicembalo (BWV 1052-1058);
- tre volte i solisti sono due clavicembali (BWV 1060-1062);
- due volte i solisti sono tre clavicembali (BWV 1063-1064);
- una sola volta i solisti sono quattro clavicembali (BWV 1065).

Anche altri due concerti al di fuori di questo elenco includono parti per clavicembalo solista:

- il concerto BWV 1044, che ha parti solistiche per clavicembalo, violino e flauto;
- il Quinto Concerto Brandeburghese, BWV 1050. Anche in questo caso il clavicembalo fa parte di un trio di solisti (concertino) completato da un violino e da un flauto.

Inoltre esiste un frammento di nove battute di un concerto per clavicembalo solista, catalogato come BWV 1059, con oboe, archi e continuo.
Tutti questi concerti, a eccezione del BWV 1050, sono arrangiamenti da pezzi precedentemente esistenti, in origine composti per violino, oboe o flauto e orchestra, scritti in larga parte da Bach durante la sua permanenza a Cöthen (1717-1723). Nella maggior parte dei casi, i brani risalenti al periodo di Cöthen sono andati perduti e solo la trascrizione per clavicembalo in forma di concerto è giunta fino a noi.
Il fatto che siano riarrangiamenti, però, non deve far pensare che queste siano opere minori: Bach lavorò con estrema meticolosità alle parti solistiche, talmente raffinate da rendere le trascrizioni per clavicembalo delle vere e proprie reinterpretazioni dei concerti originali.

## Storia

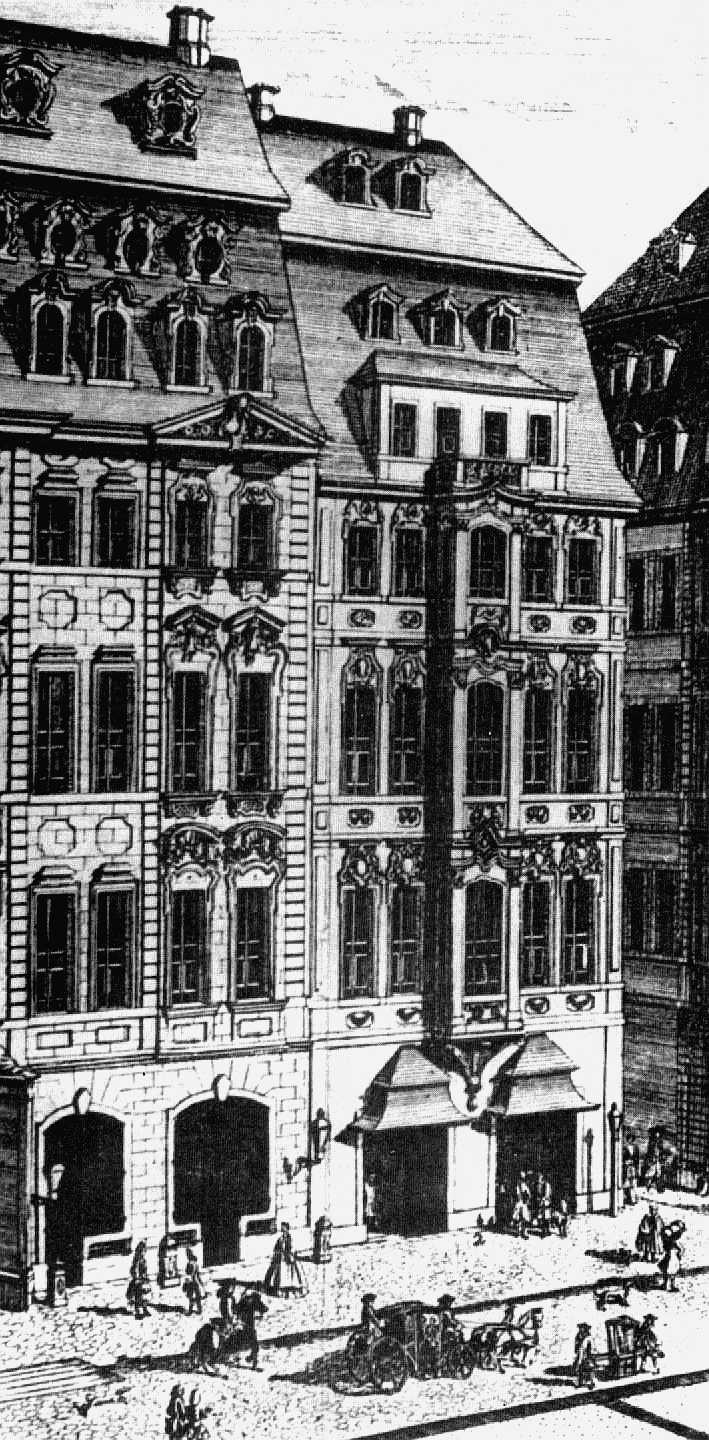
Il Caffè Zimmermann di Lipsia.

Dal 1729 al 1741 Johann Sebastian Bach fu direttore del Collegium Musicum di Lipsia, una società di studi musicali fondata da Georg Philipp Telemann nel 1703 e gestita, prima di Bach, da Georg Balthasar Schott. Il Collegium Musicum si esibiva spesso in concerti al centrale Caffè Zimmermann. Per queste occasioni, Bach, pur avendo a propria disposizione i concerti brandeburghesi e numerosi concerti per violino, ideò il concerto per clavicembalo, all'epoca una novità, che incontrò subito il favore del pubblico. Probabilmente per risparmiare tempo, Bach non compose i concerti per clavicembalo con materiale nuovo, ma riarrangiò brani già esistenti tratti da altri suoi lavori per violino, oboe o flauto e orchestra.
È probabile che i concerti per più di un clavicembalo siano stati eseguiti prima di quelli per clavicembalo solista, in quanto Carl Philipp Emanuel Bach e Wilhelm Friedemann Bach, figli di Johann Sebastian ed eccellenti clavicembalisti, vissero a Lipsia rispettivamente fino al 1733 e fino al 1734. Appare probabile che anche Johann Ludwig Krebs, studente di Bach fino al 1735, abbia partecipato alle esecuzioni dei concerti per più di un clavicembalo.
Dei concerti per un clavicembalo BWV 1052-1059 ci è pervenuto il manoscritto autografo, conservato nella Deutsche Staatsbibliothek di Berlino. Non si tratta della "bella copia", bensì del progetto e delle relative correzioni. Bach, naturalmente, potrebbe aver riarrangiato le varie parti anche tempo prima, assemblandole in seguito nella forma che oggi conosciamo.
Le composizioni BWV 1052-1057, poiché iniziano tutte con "JJ" ("Jesu Juva", Gesù aiuta) e terminano con "Finis. S. D. Gl" ("Soli Deo Gloria"; Fine, solo a gloria di Dio), vennero concepite come un insieme di sei concerti. Si tratta dunque, a parte i concerti brandeburghesi, dell'unica raccolta di concerti messa insieme da Bach. Il concerto BWV 1058 e il frammento BWV 1059 sono contenuti al termine della partitura e sono il tentativo di un'ulteriore serie di concerti, progetto poi abbandonato dall'autore stesso.
Nel 1802 Johann Nikolaus Forkel, musicologo e studioso di Bach, valutò in modo per noi curioso i concerti per clavicembalo: «Malgrado la loro ricchezza artistica, la loro forma e la loro struttura sono piuttosto invecchiate». Altrettanto particolare la valutazione dei due concerti per due clavicembali: «Il primo (BWV 1060) è molto démodé, mentre il secondo (BWV 1061) è così nuovo come se fosse stato composto soltanto ieri». Al giorno d'oggi, nessuno riuscirebbe ad avvertire una così radicale differenza fra i due concerti.
Lo stesso Forkel aveva in grande considerazione i concerti per tre clavicembali: «Bisogna osservare, a proposito di questi concerti, che, oltre alle combinazioni armoniche e al carattere concertante dei tre clavicembali, gli archi hanno anch'essi la loro propria personalità in rapporto l'uno con l'altro».
Del concerto per quattro clavicembali BWV 1065, il Forkel dice: «Non posso valutare l'effetto prodotto da questo concerto perché non sono mai riuscito a riunire i quattro clavicembali e i quattro clavicembalisti necessari. Tuttavia, valutando le parti separate, ci si convince della perfezione di quest'opera».
I pianisti romantici, durante il XIX secolo, eseguirono quasi esclusivamente il BWV 1063, forse perché la spettacolarità dei tre pianoforti, unita alla grazia della musica, incantava il pubblico. Nel corso del XX secolo, invece, vennero riscoperti tutti i concerti per clavicembalo di Bach, ma, in genere, erano ancora eseguiti al pianoforte.
La riscoperta di Antonio Vivaldi, nella prima metà del XX secolo, permise di mettere a confronto i concerti vivaldiani nella versione originale con le trascrizioni di Bach. Jean Durand, che il 9 gennaio 1934 ascoltò il concerto per quattro violini in si minore op.3 n.10 RV 580 di Vivaldi e la trascrizione di Bach per quattro clavicembali e archi, commentò: «La debolezza del concerto di Vivaldi, paragonata a quello di Bach, è evidente: manca di base e di larghezza. Musica a geometria piana e musica a geometria solida».
Attualmente, grazie alle ricerche di una folta schiera di musicologi, organologi e musicisti, si è giunti a definire, con buona approssimazione, lo strumentario e la prassi esecutiva dell'epoca di Bach. Grazie al livello di eccellenza raggiunto da un gran numero di musicisti e di gruppi è diventata oggi corrente la cosiddetta "esecuzione filologica", e i concerti per clavicembalo vengono nuovamente eseguiti utilizzando clavicembali. L'usanza di sostituire il clavicembalo con il pianoforte, infatti, è stata quasi del tutto abbandonata.

## Concerti per un clavicembalo

### Concerti per clavicembalo, flauto e violino

#### Concerto in la minore BWV 1044
1. Allegro, la minore, tempo C.

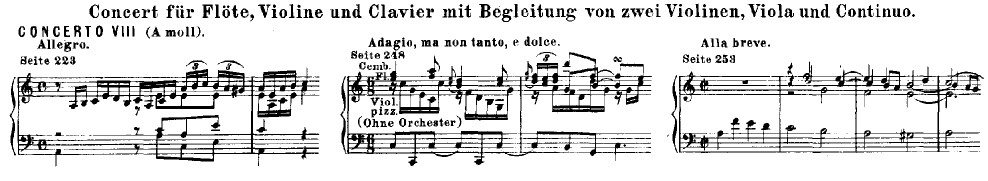
Temi principali del concerto in la minore BWV 1044.

2. Adagio, ma non tanto, e dolce, do maggiore, tempo 6/8.
3. Alla breve, la minore, tempo ₵.

Organico: un clavicembalo, un violino, un flauto traverso, violino I e II, viola, basso continuo (violoncello e violone).
Anno di composizione: 1730.
Durata media: circa 20 minuti.
Anche se questo è un concerto per tre strumenti (talvolta chiamato "concerto triplo"), il clavicembalo ha il ruolo più importante e la più grande quantità di materiale esposto: ci sono infatti numerose cadenze e passaggi virtuosistici per questo strumento. Il primo e il terzo movimento sono adattati dal preludio e fuga in la minore per clavicembalo solista BWV 894, sviluppato con l'aggiunta del ripieno. Il movimento centrale deriva dalla sonata in trio per organo in re minore BWV 527, che è stata estesa a quattro voci; solo il clavicembalo suona, mentre flauto e violino condividono melodia e accompagnamento, invertendosi di ruolo durante la ripetizione.

#### Concerto brandeburghese n° 5 in re maggiore BWV 1050
1. Allegro, re maggiore, tempo ₵.
2. Affettuoso, si minore, tempo C.
3. Presto, re maggiore, tempo 2/4.

Organico: un clavicembalo, un violino, un flauto traverso, ripieno formato da violino, viola, violoncello e violone.
Anno di composizione: circa 1720.
Durata media: circa 20 minuti.
Secondo il musicologo Alberto Basso, Bach iniziò la composizione di questo concerto durante la sua permanenza a Weimar (1708-1717), lo rivedette profondamente a Cöthen anteriormente la primavera 1719 (data in cui Bach acquistò a Berlino, presso il costruttore di strumenti musicali Michael Mietke, un nuovo clavicembalo da destinare alla corte del principe Leopoldo di Anhalt-Köthen), e quindi lo ultimò definitivamente nel 1720 o all'inizio del 1721. Il 24 marzo 1721 Bach inviò lo spartito al margravio Cristiano Ludovico di Brandeburgo-Schwedt, cui i sei concerti brandeburghesi erano dedicati.
Tuttavia, questo concerto era pressoché ineseguibile dall'orchestra dilettantistica a disposizione del margravio del Brandeburgo. Contrariamente all'uso, il BWV 1050 presenta solo una parte di violino in ripieno. Questo perché, secondo il musicologo Roland de Candé, nell'orchestra di Cöthen forse mancava un violinista, essendo Bach già impegnato al clavicembalo. Oppure la scelta di un numero ridotto di esecutori venne fatta da Bach per tentare di rendere eseguibile il concerto anche dalla minuscola orchestra del margravio. In occasione della prima esecuzione, avvenuta a Cöthen di fronte al principe Leopoldo, questo concerto venne utilizzato da Bach per dimostrare le qualità del nuovo clavicembalo da poco acquistato.
Nonostante non sia esattamente un concerto per clavicembalo, a questo strumento è affidata, nel primo movimento, una lunghissima cadenza obbligata, di dimensioni tali (ben 65 battute, ossia circa tre minuti di clavicembalo solo senza stromenti, quasi un terzo dell'intero movimento iniziale) da trasformare il clavicembalo in un vero e proprio strumento solista. Prima di questo concerto, invece, le cadenze erano tradizionalmente meri passaggi di bravura improvvisati sul momento dall'esecutore.
È quasi certo che, durante la prima esecuzione, la parte del clavicembalo sia stata eseguita da Bach in persona.
Proprio grazie alla lunghissima cadenza solista che contraddistingue l'allegro iniziale, questo concerto è universalmente riconosciuto come il progenitore dei concerti per clavicembalo, in quanto è il primo lavoro in cui questo strumento non si limita solamente alla realizzazione del basso continuo.
Secondo Alberto Basso:
Il secondo movimento, con la bizzarra indicazione di Affettuoso, cosa assai rara per quei tempi, è caratterizzato da un fitto dialogo tra il flauto e il violino, accompagnati dal clavicembalo. Il Presto conclusivo è strutturato in forma di imitazione e gli strumenti si scambiano il tema l'uno con l'altro. Anche in quest'ultimo movimento il clavicembalo si ritaglia uno spazio importante come strumento solista.

### La raccolta di sei concerti

#### Concerto in re minore BWV 1052
1. Allegro, re minore, tempo ₵.
2. Adagio, sol minore, tempo 3/4.
3. Allegro, re minore, tempo 3/4.

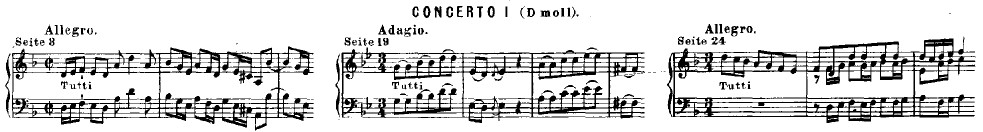
Temi principali del concerto in re minore BWV 1052.

Organico: un clavicembalo, violino I e II, viola, basso continuo (violoncello, violone).
Anno di composizione: 1738.
Durata media: circa 20 minuti.
Gli studiosi ritengono che questo concerto per clavicembalo sia basato su un perduto concerto in re minore per violino, successivamente riarrangiato come concerto d'organo nel 1728 e utilizzato in due cantate di Bach: il primo movimento nella sinfonia di apertura e il secondo nel primo coro di Wir müssen durch viel Trübsal BWV 146 e il terzo movimento nella sinfonia di Ich habe meine Zuversicht BWV 188. La prima versione, probabilmente, risale al periodo di poco precedente al 1720, cui appartengono anche gli altri concerti per violino e i concerti brandeburghesi; opere spesso caratterizzate, come nel caso del BWV 1052, da un intenso virtuosismo che le avvicina allo stile di Antonio Vivaldi.
L'arrangiamento per clavicembalo venne fatto trasferendo il ripieno, senza modificarlo, e aumentando notevolmente la parte solistica del clavicembalo. Nel secondo movimento la mano sinistra esegue quasi esattamente la parte del ripieno, mentre la destra suona una melodia che è, con ogni probabilità, quella della parte originale per violino.
La sezione di apertura del primo e del terzo movimento danno il tema alla tonica (re minore), seguita da una dichiarazione del tema nel relativo maggiore (fa maggiore). La seconda sezione modula alla dominante (la minore), e quindi al suo relativo maggiore (do maggiore). La terza sezione modula alla sottodominante (sol minore) e al suo relativo maggiore (si bemolle maggiore). Infine, la quarta sezione fornisce una ripresa del tema alla tonica.
Questo concerto fu uno dei più popolari della raccolta a partire dal XIX secolo, in quanto venne eseguito da Felix Mendelssohn, mentre Johannes Brahms compose una cadenza di esso. La prima pubblicazione avvenne nel 1838 a opera dalla casa editrice Kistner. Eseguito spesso al pianoforte fino all'inizio del XX secolo, è ora regolarmente suonato al clavicembalo.
Carl Philipp Emanuel Bach, prima del 1734 (anno in cui lasciò Lipsia), trascrisse per clavicembalo il perduto concerto in re minore per violino su cui si baserà, anni dopo, il BWV 1052: non è una trascrizione particolarmente brillante, ma testimonia che la melodia di quello che diventerà il BWV 1052 era ben nota all'interno della famiglia Bach.

#### Concerto in mi maggiore BWV 1053

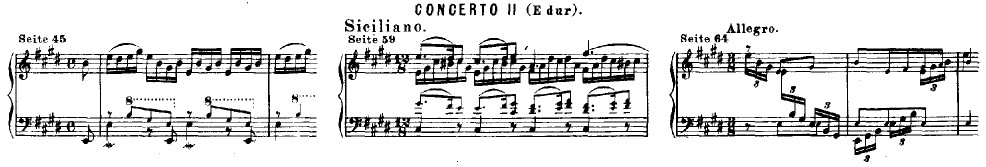
Temi principali del concerto in mi maggiore BWV 1053.

1. Senza indicazione di tempo, mi maggiore, tempo C.
2. Siciliano, do# minore, tempo 12/8.
3. Allegro, mi maggiore, tempo 3/8.

Organico: un clavicembalo, violino I e II, viola, basso continuo (violoncello, violone).
Anno di composizione: 1738.
Durata media: circa 18 minuti.
I primi due movimenti di questo concerto deriverebbero da un perduto concerto per strumenti a fiato, probabilmente oboe o oboe d'amore, e, da considerazioni stilistiche, potrebbe essere stato composto durante la permanenza di Bach a Lipsia (1723-1750). Gli stessi pezzi vennero utilizzati da Bach anche per la sinfonia di apertura e il quinto brano della cantata Gott soll allein mein Herze haben BWV 169 e per il finale della sinfonia di apertura della cantata Ich geh' und suche mit Verlangen BWV 49.
In questo lavoro Bach cambiò metodo rispetto al BWV 1052: il compositore operò un'alterazione significativa delle parti del ripieno del concerto originale, molto più limitato. Le parti degli archi vennero ridotte, permettendo al clavicembalo di essere più partecipe.

#### Concerto in re maggiore BWV 1054

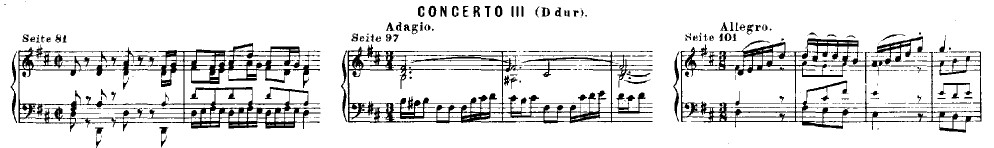
Temi principali del concerto in re maggiore BWV 1054.

1. Senza indicazione di tempo, re maggiore, tempo ₵.
2. Adagio, si minore, tempo 3/4.
3. Allegro, re maggiore, tempo 3/8.

Organico: un clavicembalo, violino I e II, viola, basso continuo (violoncello, violone).
Anno di composizione: 1738.
Durata media: circa 15 minuti.
Questo concerto è la trascrizione quasi fedele del concerto per violino BWV 1042, abbassato di un tono per evitare un mi5, con ogni probabilità mancante sulla tastiera del clavicembalo che Bach aveva a propria disposizione. Solo nel finale si notano alcune differenze rispetto al BWV 1042.

#### Concerto in la maggiore BWV 1055
1. Allegro, la maggiore, tempo ₵.
2. Larghetto, fa# minore, tempo 12/8.

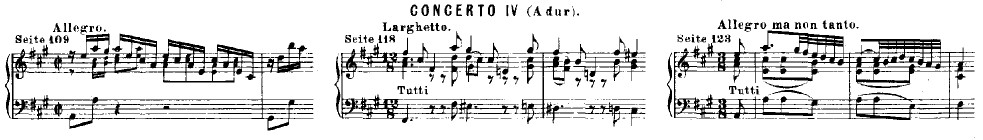
Temi principali del concerto in la maggiore BWV 1055.

3. Allegro ma non tanto, la maggiore, tempo 3/8.

Organico: un clavicembalo, violino I e II, viola, basso continuo (violoncello, violone).
Anno di composizione: 1738.
Durata media: circa 14 minuti.
Probabilmente basato su un perduto concerto per oboe, si tratta di un lavoro maturo e molto elaborato. Esiste un basso continuo per questo concerto, aggiunto successivamente, con ogni probabilità scritto nell'evenienza in cui fosse disponibile anche un secondo clavicembalo.

#### Concerto in fa minore BWV 1056

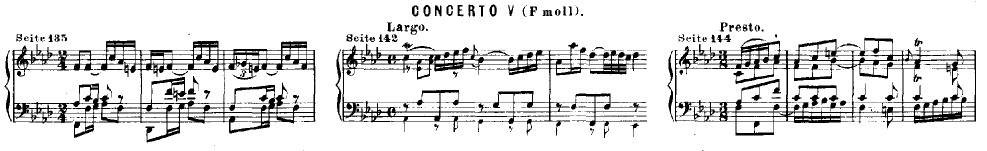
Temi principali del concerto in fa minore BWV 1056.

1. Senza indicazione di tempo, fa minore, tempo 2/4.
2. Largo, la maggiore, tempo c.
3. Presto, fa minore, tempo 3/8.

Organico: un clavicembalo, violino I e II, viola, basso continuo (violoncello, violone).
Durata media: circa 10 minuti.
Anno di composizione: 1738.
Alcune parti di questo concerto provengono da un concerto per violino in sol minore. Il celebre movimento centrale, caratterizzato da continui pizzicati dell'orchestra, deriva probabilmente da un perduto concerto per oboe e venne utilizzato dallo stesso Bach anche per la sinfonia di apertura della cantata Ich steh' mit einem Fuß im Grabe BWV 156.

#### Concerto in fa maggiore BWV 1057

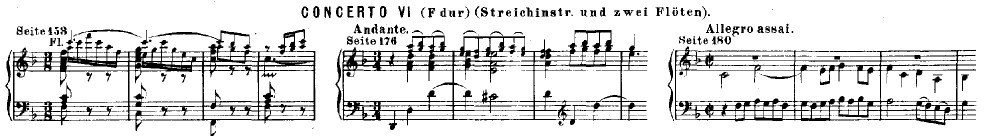
Temi principali del concerto in fa maggiore BWV 1057.

1. Senza indicazione di tempo, fa maggiore, tempo 3/8.
2. Andante, re minore, tempo 3/4.
3. Allegro assai, fa maggiore, tempo ₵.

Organico: un clavicembalo, flauto dolce I e II, violino I e II, viola, basso continuo (violoncello, violone).
Anno di composizione: 1738.
Durata media: circa 16 minuti.
Trascrizione del concerto brandeburghese n. 4 BWV 1049, questo concerto per clavicembalo prevede l'uso di due flauti dolci solisti. La struttura di questo lavoro presenta un primo movimento assai ampio in cui il clavicembalo espone il materiale tematico, al quale rispondono, in forma di eco, i due flauti dolci.
Il clavicembalo svolge in larga parte il ruolo originariamente del violino, ma assume anche il materiale del trio formato dal violino e dai due flauti dolci nel movimento lento, espone materiale nuovo e realizza il basso continuo. Il movimento centrale è costituito da un cantabile in cui il clavicembalo propone la linea melodica, ripresa poi dall'orchestra. L'allegro conclusivo è strutturato in forma di fuga, interrotta a metà da una cadenza virtuosistica del clavicembalo.
Bach, probabilmente, pose questo concerto come l'ultimo della raccolta per via della complessità della tessitura e dell'elaborazione straordinariamente ricca.

### La raccolta abbandonata

#### Concerto in sol minore BWV 1058

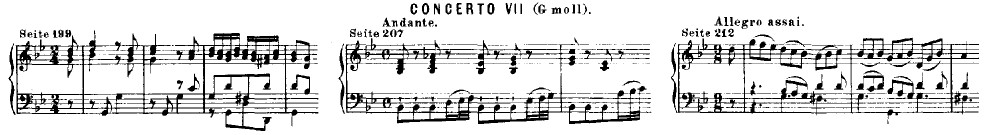
Temi principali del concerto in sol minore BWV 1058.

1. Senza indicazione di tempo, sol minore, tempo 2/4.
2. Andante, si maggiore, tempo C.
3. Allegro assai, sol minore, tempo 9/8.

Organico: un clavicembalo, violino I e II, viola, basso continuo (violoncello, violone).
Anno di composizione: 1738.
Durata media: circa 13 minuti.
Trascrizione del concerto per violino in la minore BWV 1041. Probabilmente questo è il primo tentativo di Bach di scrivere un concerto completo per clavicembalo. Sembra che Bach non fosse soddisfatto di questo lavoro: la ragione più probabile è che egli non alterò di molto le parti del ripieno. La strumentazione, in questa forma, è meno equilibrata rispetto agli altri concerti, in quanto la fitta scrittura orchestrale rende poco comprensibile la parte del clavicembalo.
Bach non intese proseguire con la raccolta dei concerti per clavicembalo, terminando il BWV 1058 e abbandonando il successivo BWV 1059, che doveva essere basato su un concerto per oboe, lasciandolo incompleto dopo 9 battute.

#### Concerto in re minore BWV 1059 (originale)
1. Senza indicazione di tempo, re minore, tempo C.

Organico: un clavicembalo, oboe, violino I e II, viola, basso continuo (violoncello, violone).
Anno di composizione: 1738.
Frammento di sole 9 battute. Nonostante la brevità, la musica si riconduce agevolmente a quella della sinfonia di apertura della cantata Geist und Seele wird verwirret BWV 35 del 1726, le cui prime battute corrispondono fedelmente a quelle del frammento in questione.
Nella BWV 35 Bach utilizzò un organo obbligato non solo nelle due sinfonie (che, evidentemente, costituiscono il primo e l'ultimo movimento di un concerto strumentale perduto, forse per oboe), ma anche nella prima aria, il cui caratteristico ritmo di siciliana palesa la sua funzione originaria di movimento centrale di concerto.

#### Concerto in re minore BWV 1059R (ricostruzione)

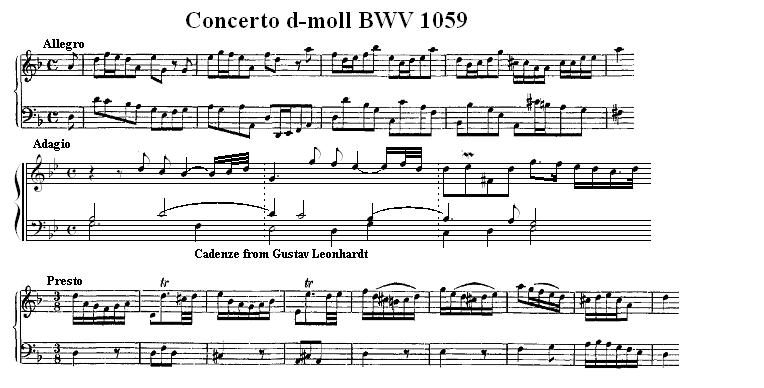
Temi principali del concerto in re minore BWV 1059.

1. Allegro, re minore, tempo c.
2. Adagio, si maggiore, tempo c.
3. Presto, re minore, tempo 3/8.

Organico: un clavicembalo, oboe, violino I e II, viola, basso continuo (violoncello, violone).
Durata media: circa 10 minuti.
Ipotetica ricostruzione elaborata dai musicologi. Seguendo le nove battute del BWV 1059 originale, per questa ricostruzione gli studiosi si sono basati sulla cantata Geist und Seele wird verwirret BWV 35.

## Concerti per clavicembali multipli

### Concerti per due clavicembali

#### Concerto in do minore BWV 1060

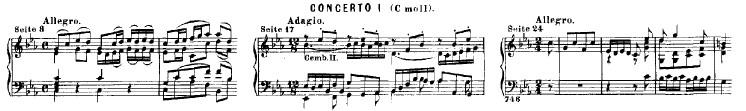
Temi principali del concerto in re minore BWV 1060.

1. Allegro, do minore, tempo C.
2. Adagio, mi maggiore, tempo 12/8.
3. Allegro, do minore, tempo 2/4.

Organico: clavicembalo I e II, violino I e II, viola, basso continuo (violoncello, violone).
Anno di composizione: 1735.
Durata media: circa 14 minuti.
Questo concerto è una trascrizione per clavicembalo e archi di un perduto concerto in do minore di cui ci è pervenuto un abbozzo, forse per due violini o per violino e oboe, classificato come BWV 1060R. Stando al BWV 1060, il modo eccezionale in cui gli strumenti si fondono con il solista farebbe di quel concerto perduto una delle opere più mature degli anni di Bach a Cöthen (1717-1723).

#### Concerto in do maggiore BWV 1061

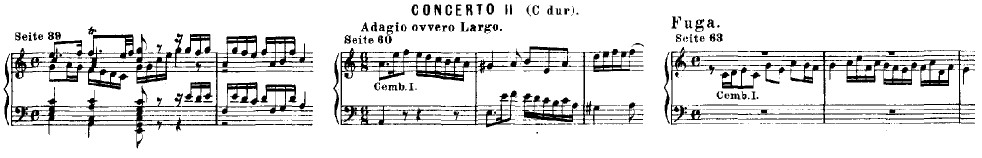
Temi principali del concerto in do maggiore BWV 1061.

1. Senza indicazione di tempo, do maggiore, tempo C.
2. Adagio ovvero Largo, la minore, tempo 6/8.
3. Fuga, do maggiore, tempo C.

Organico: clavicembalo I e II, violino I e II, viola, basso continuo (violoncello, violone).
Anno di composizione: 1735.
Durata media: circa 18 minuti.
Secondo il musicologo Johann Nikolaus Forkel, di tutti i concerti per clavicembalo di Bach, questo è probabilmente l'unico creato appositamente per clavicembalo, anche se non accompagnato dall'orchestra. L'opera, infatti, nacque come un concerto per due clavicembali non accompagnati, alla maniera del concerto italiano BWV 971, e le parti orchestrali vennero aggiunte in seguito. L'orchestra d'archi non svolge un ruolo indipendente, ma compare solo per alcune cadenze, tacendo durante il resto del concerto.
Di questo lavoro esiste anche la versione per due clavicembali senza l'accompagnamento dell'orchestra, classificata come BWV 1061A.

#### Concerto in do minore BWV 1062

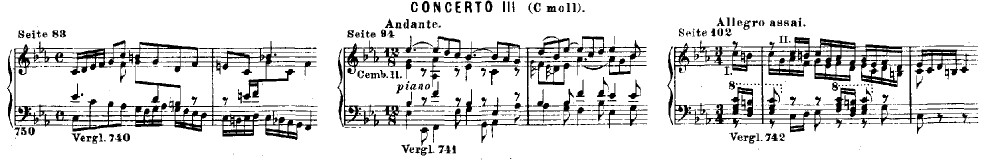
Temi principali del concerto in do minore BWV 1062.

1. Senza indicazione di tempo, do minore, tempo C.
2. Andante, mi maggiore, tempo 12/8.
3. Allegro assai, do minore, tempo 3/4.

Organico: clavicembalo I e II, violino I e II, viola, basso continuo (violoncello, violone).
Anno di composizione: 1735.
Durata media: circa 14 minuti.
Basato sul concerto per due violini BWV 1043, venne trasposto di un tono sotto, come per il BWV 1054, per evitare un mi5, con ogni probabilità mancante sulla tastiera dei clavicembali che Bach aveva a propria disposizione.

### Concerti per tre clavicembali

#### Concerto in re minore BWV 1063

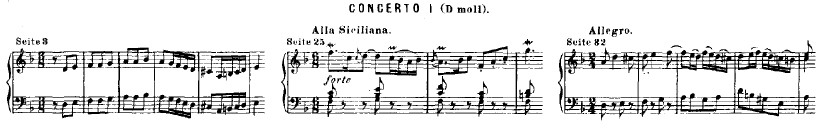
Temi principali del concerto in re minore BWV 1063.

1. Senza indicazione di tempo, re minore, tempo 3/8.
2. Alla siciliana, fa maggiore, tempo 6/8.
3. Allegro, re minore, tempo 2/4.

Organico: clavicembalo I, II e III, violino I e II, viola, basso continuo (violoncello, violone).
Anno di composizione: 1735.
Durata media: circa 13 minuti.
Secondo il musicologo Arnold Schering, questo concerto potrebbe derivare da una composizione per tre violini. Tuttavia, studi più recenti hanno escluso questa possibilità, accreditando un'altra tesi: la base per questa trascrizione potrebbe essere un perduto concerto per violino, flauto e oboe. Questa ipotesi appare confermata dal ruolo minore che, in confronto a quello del primo clavicembalo, viene rivestito dal secondo e dal terzo. I figli di Bach potrebbero essere stati coinvolti nella composizione di questo lavoro.

#### Concerto in do maggiore BWV 1064
1. Allegro, do maggiore, tempo C.
2. Adagio, la minore, tempo C.
3. Allegro, do maggiore, tempo ₵.

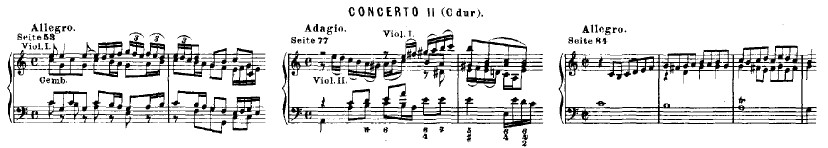
Temi principali del concerto in do maggiore BWV 1064.

Organico: clavicembalo I, II e III, violino I e II, viola, basso continuo (violoncello, violone).
Anno di composizione: 1735.
Durata media: circa 16 minuti.
Questo concerto è probabilmente basato su un concerto in re maggiore per tre violini, e, nell'interazione del gruppo del concertino con il ripieno e nel movimento lento cantabile, mostra una certa somiglianza con i BWV 1043/1061.

### Concerti per quattro clavicembali

#### Concerto in la minore BWV 1065
1. Allegro, la minore, tempo C.
2. Largo, la minore, tempo 3/4.
3. Allegro, la minore, tempo 6/8.

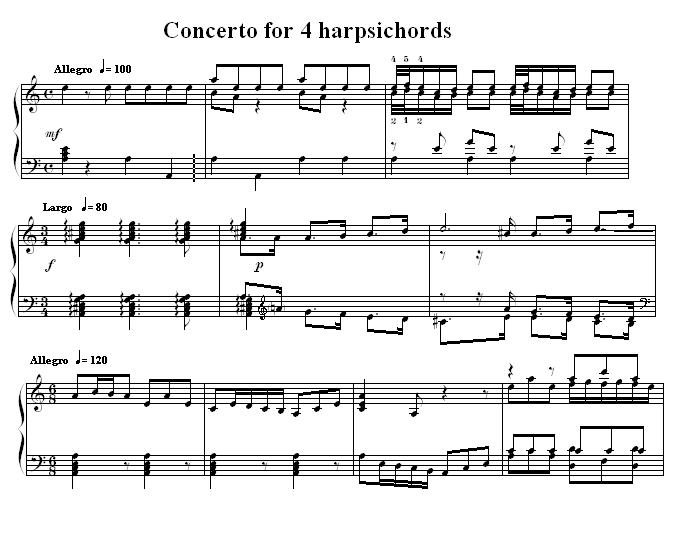
Temi principali del concerto in la minore BWV 1065.

Organico: clavicembalo I, II, III e IV, violino I e II, viola, basso continuo (violoncello, violone).
Anno di composizione: 1735.
Durata media: circa 10 minuti.
Nel 1713 il duca Giovanni Ernesto di Sassonia-Weimar, presso il quale Bach si trovava a servizio, tornò da un viaggio nei Paesi Bassi con una grande collezione di spartiti, molti dei quali di musica italiana. Fra di essi, con ogni probabilità, c'era L'estro armonico, una raccolta di dodici concerti di Antonio Vivaldi pubblicata ad Amsterdam nel 1711. Bach fu particolarmente attratto dallo schema del concerto grosso all'italiana, caratterizzato dall'alternarsi del "tutti" (o "ripieno") dell'orchestra e del "concertino" degli strumenti solisti, e, a scopo di studio, realizzò successivamente alcune trascrizioni di questi concerti, adattandoli per clavicembalo.
Per il vivaldiano concerto per quattro violini in si minore RV 580, decimo delle dodici composizioni de L'estro armonico, Bach optò per una trascrizione per quattro clavicembali e orchestra d'archi. Questo è, dunque, l'unico concerto per clavicembalo di Bach che non derivi da un adattamento di materiale proprio.
Com'è ovvio, la forma complessiva di questo concerto, in quanto trascrizione di un'opera di un altro autore, differisce dal modello dei concerti precedenti. I quattro clavicembali vengono utilizzati singolarmente o accomunati a due, a tre o a quattro contemporaneamente, con o senza il ripieno dell'orchestra. Bach, concentrando il contrappunto dei quattro strumenti polifonici, crea una sorta di contrappunto nel contrappunto: non esiste una gerarchia di importanza fra i quattro clavicembali, ma tutti hanno il loro momento solistico, e, spesso, un assolo passa da un clavicembalo a un altro, esattamente come nella versione originale.
Particolarmente interessante è il secondo movimento: introdotto e concluso da un ritmo puntato alla francese, nella parte centrale i quattro clavicembali eseguono una serie di arpeggi di difficile articolazione senza alcuna melodia, dove le uniche variazioni sono quelle dell'armonia e di qualche figura nel basso, creando un effetto per l'epoca estremamente innovativo. L'unica modifica operata da Bach rispetto all'originale consiste nell'adattamento per clavicembalo del tipo di arpeggi utilizzati.
In questo concerto, Bach ampliò in alcuni dettagli il lavoro di Vivaldi, aggiungendo cromatismi e vivacizzando la linea del basso. Tutti e tre i movimenti del BWV 1065 sono nella stessa tonalità, cosa insolita per un concerto di Bach, ma non per uno di Vivaldi. Bach, inoltre, abbassò l'intera opera di un tono: dall'originale in si minore di Vivaldi, a la minore. Questo per evitare un mi5, con ogni probabilità mancante sulla tastiera dei clavicembali che Bach aveva a propria disposizione.

## Discografia essenziale
- Gustav Leonhardt, Herbert Tachezi (BWV 1052), Nikolaus Harnoncourt (BWV 1052), Bach, Harpsichord Concertos, Complete Recording, Leonhardt-Consort, Concentus Musicus Wien (BWV 1052), 1972, Telefunken.[49]
- Karl Richter, Bach, Harpsichord Concertos, Complete Recording, Münchener Bach-Orchester, 1973, Archiv Produktion.
- Trevor Pinnock, Bach, Complete Harpsichord Concertos, The English Concert, 1981, Archiv Produktion.[50]
- Ton Koopman, Bach, Harpsichord Concertos, Amsterdam Baroque Orchestra, 1996, Erato.[51]
- Christopher Hogwood, Bach, The Complete Harpsichord Concertos, Academy of Ancient Music, 1998, Éditions de l'Oiseau-Lyre.